# Pivot (calcio a 5)
Il pivot è uno dei ruoli che può ricoprire un giocatore nel calcio a 5.

## Caratteristiche e compiti
Similmente all'attaccante del calcio tradizionale, è un ruolo offensivo che comporta lo stazionamento del giocatore in posizione avanzata (nei pressi della porta avversaria). Al pivot sono richieste doti fisiche (forza e velocità) e tecniche (capacità nei dribbling e nel gioco aereo), nonché un buon senso della posizione e abilità nel tiro. Ha infatti il compito principale di realizzare i gol per la propria squadra.
Oltre che nella finalizzazione, i pivot offrono il loro contributo anche in fase di non possesso marcando gli avversari (nel tentativo di attuare il pressing e recuperare palla) e aiutando laterali e play nella zona centrale del campo.

## Evoluzione del ruolo
Inizialmente confinato in zona d'attacco con l'obiettivo di segnare, il pivot ha subìto un'evoluzione nel corso della storia di tale sport: per eliminare un punto di riferimento agli avversari, il ruolo viene talvolta ricoperto da giocatori universali (in grado - ovvero - di agire in più posizioni) anziché da un "centravanti" fisso.